# Vézeronce-Curtin
Vézeronce-Curtin is een gemeente in het Franse departement Isère (regio Auvergne-Rhône-Alpes). De plaats maakt deel uit van het arrondissement La Tour-du-Pin. Vézeronce-Curtin telde op 1 januari 2022 2.217 inwoners. 

## Geografie
De oppervlakte van Vézeronce-Curtin bedroeg op 1 januari 2022 14,37 vierkante kilometer; de bevolkingsdichtheid was toen 154,3 inwoners per km².

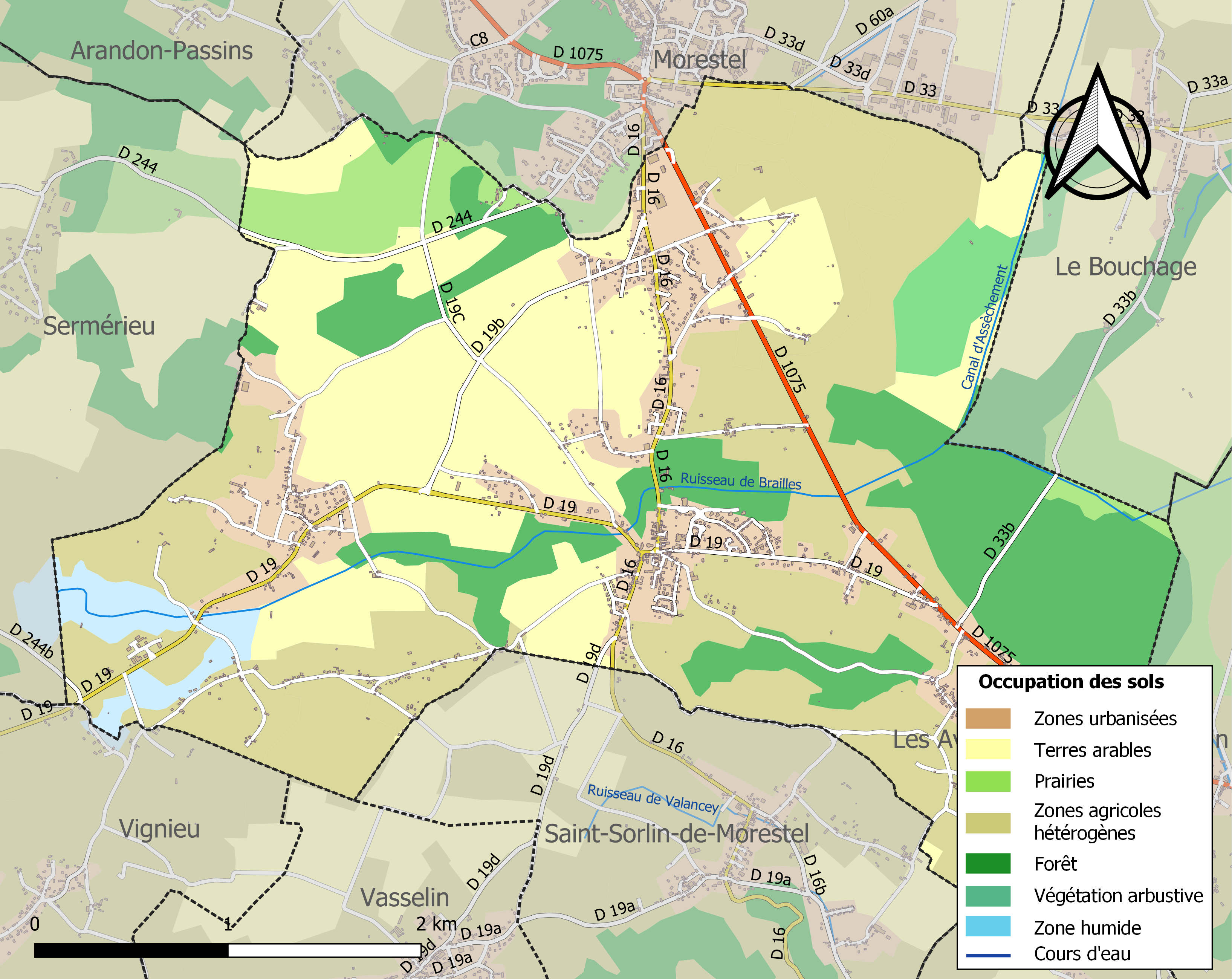
Kaart van de gemeente met de belangrijkste infrastructuur, bodemgebruik en omliggende gemeenten

## Demografie
Onderstaande figuur toont het verloop van het inwonertal (bron: INSEE-tellingen).